# Омська геморагічна гарячка
Омська геморагічна гарячка (рос. Омская геморраическая лихорадка, англ. Omsk hemorrhagic fever) — гостра ендемічна вірусна хвороба з групи геморагічних гарячок, яку спричинює арбовірус з роду Flavivirus. Перебігає з гарячкою, геморагічним синдромом, ураженням органів дихання, нервової системи та характеризується відносно добрим прогнозом.

## Історичні факти
Вперше випадки хвороби були зареєстровані в 1941—1944 роках у сільських місцевостях на північ від Омська в районах заливних лугів лісостепової зони, які рясніють озерами. Спочатку їх вважали атиповим перебігом сальмонельозу, туляремії, лептоспіроза. Проте наростання кількості випадків хвороби призвело до думки, що ця хвороба є новою, до того невідомою. Дослідження провідних науковців 1947 року довело, що хвороба є самостійною нозологічною одиницею. Того ж року виділено збудника хвороби.

## Актуальність
Незважаючи, що упродовж останніх 40 років хвороба не реєструється, її природні осередки є у ряді областей Російської Федерації та півночі Казахстану. Дослідження людей і тварин у цих регіонах показали наявність антитіл до збудника у досить значного прошарку, що свідчить про стале поширення хвороби.

## Етіологія
Вірус, збудник хвороби, належить до роду Flavivirus. Має певну спорідненість до інших філовірусів, зокрема до збудника кліщового енцефаліту, але перехресного імунітету не виникає. Існує у 2-х серологічних варіантах.

## Епідеміологічні особливості
Резервуаром інфекції є ондатри, водяні щури, вузькогорлі полівки, іксодові та гамазові кліщі, блохи. Тимчасовими носіями вірусу можуть бути ховрахи, хом'яки, телята, ягнята. Личинки та німфи кліщів паразитують на гризунах і птахах, дорослі кліщі нападають на тварин і людей. Зараження людини відбувається при контакті з інфікованими гризунами, через кліщів, а також контактно повітряно-пиловим шляхом. Не можна виключити в деяких випадках аліментарне зараження.
Передачі інфекції від людини людині не відмічено, не зареєстровані й спалахи внутрішньолікарняної чи внутрісімейної інфекції.
Найбільша захворюваність спостерігається з квітня по липень, що збігається з періодом активності кліщів. Іксодові кліщі здатні передавати вірус трансоваріально потомству. Переважно хворіють мешканці лісових і лісостепових районів. Крива сезонної захворюваності має два підйоми: в травні, коли хворіють переважно сільськогосподарські працівники, і серпні — вересні, коли найвища захворюваність реєструється серед мисливців. Перенесене захворювання оставляє стійкий імунітет, повторних захворювань не спостерігається.

## Патогенез і патологічна анатомія
Вірус поширюється по організму, уражаючи першочергово ендотелій кровоносних капілярів, нервову систему та наднирники. Розвивається капіляротоксикоз. Підвищена проникність кровоносних капілярів, що виникає, полегшує проникнення вірусу в різні органи і тканини, в тому числі й у кістковий мозок, спричинює порушення обмінних процесів між кров'ю і клітинами внутрішніх оріанов. Розвиваються запальні токсичні процеси в різних органах і системах. У нервовій тканині виникає набряк, навколо судин мозку утворюються муфти з лімфоїдних елементів. При розтині померлих знаходять повнокров'я, крововиливи, серозно-геморагічне просочування сполучної тканини у всіх органах, в залозах внутрішньої секреції, вегетативних вузлах, надниркових залозах, центральній нервовій системі. У печінці, нирках, міокарді виявляють дистрофічні зміни, набряк. У кістковому мозку і селезінці, крім того, виявляється гіперплазія лімфобластних і ретикулярних елементів.

## Клінічні прояви
Інкубаційний період триває 2—10 днів. Хвороба зазвичай починається гостро, з ознобу, швидкого підвищення температури 39-40 °С, інтенсивного головного болю і ломоти у всьому тілі. Обличчя і шия стають гіперемованими. Виникає виражена ін'єкція судин склер і кон'юнктив, різке почервоніння слизової ротоглотки, іноді виникає енантема. На 3-4-й день хвороби розвивається геморагічний синдром: на шкірі з'являються петехії, на окремих ділянках — множинні підшкірні крововиливи. Одночасно з висипанням виникає кровоточивість ясен, носові, легеневі, шлункові, кишкові та маткові кровотечі. Проте такі рясні прояви відбуваються не більше ніж у чверті хворих. Зазвичай це не загрожує безпосередньо життю хворого. На тлі цього іноді з'являється генералізоване збільшення периферичних лімфатичних вузлів. Пульс сповільнений, артеріальний тиск помітно знижується, в легенях розвивається бронхіт, а в частини хворих і пневмонії, що відрізняються бідністю фізикальних проявів — кашлю і харкотиння майже немає. Зміни в нирках не характерні, іноді відзначається минуща протеїнурія. Виразні зміни спостерігаються з боку нервової системи, зокрема явища менінгоенцефаліту. Гарячка триває від 4-5 до 12 днів. З нормалізацією температури стан хворого поліпшується, зникають геморагічні прояви, зміни в нервовій системі, легень, з'являється апетит. Одужання відбувається повільно. У половині випадків через 5-20 днів після нормалізації температури виникає друга хвиля гарячки, яка триває 3-7 днів і супроводжується загальнотоксичними проявами, які виражені часто більше ніж у першу хвилю.
Прогноз загалом сприятливий, летальність коливається в межах 0.5-3 %.

## Діагностика
Враховують клінічні та епідеміологічні дані. Вірус можна виділити з крові у перші дні хвороби. Наразі головним методом підтвердження є полімеразна ланцюгова реакція (ПЛР).

## Лікування
Етіотропних препаратів не винайдено. Проводиться ситуативна патогенетична терапія.

## Профілактика
Ведучим напрямком є боротьба з кліщами, захист людей від їхніх укусів. Розроблена інактивована формаліном вакцина з мозкової тканини білих мишей, заражених вірусом омської геморагічної гарячки. Незважаючи на високий захисний ефект, ця вакцина вже багато років не використовується через серйозні побічні реакції. Можна застосовувати для іммунізації вакцину проти геморагічної гарячки Крим-Конго, оскільки збудники обох захворювань антигенно близькі.